# 불리한 추정
불리한 추정(不利한 推定)이란 영미법상 증거법의 개념으로 침묵이나 요청한 증거 미제출로 인해 해당 당사자에게 불리하게 추정하는 것을 말한다. 민사재판에서 불리한 추정은 상당히 해당당사자에게 불리하게 작용한다. 특히 증거를 파괴(이메일을 삭제하는 등)하거나 증거제출을 거부하는 등의 행위를 한 당사자에게 불리한 추정을 하도록 배심원 설시를 하게 되고 이런 경우 해당 당사자에게 상당히 불리하게 작용한다.
디스커버리 절차 중 요구된 정보가 누락, 훼손, 은폐 등으로 판명될 경우에는 ‘불리한 추정(adverse inference)’으로 본안 심리에 들어가지도 못한 채 벌금이나 손해배상명령을 받을 수 있다.

## 대한민국
민사소송법 제350조는 당사자가 상대방의 사용을 방해할 목적으로 제출의무 있는 문서를 훼손하여 버리거나 이를 사용할 수 없게 한 때에는 법원은 그 문서의 기재에 관한 상대방의 주장을 진실한 것으로 인정할 수 있다고 정하고 있다.

## 같이 보기
- 증거보존 통지
- 디스커버리 (법)